# Йосиф Ярина
Йосиф Ярина (20 лютого 1788, Котань, дукельського округу, тепер Польща — 15 вересня 1817, Львів) — український  богослов і педагог, філософ, поет і літературознавець, професор Львівського університету. Автор наукових статей з історико-філософських проблем, літературних рецензій і поетичних творів латинською та німецькою мовою.

## Життєпис
Народився Йосиф Ярина у 1788 році на Лемківщині, в селі Котань (деканат Дукля), що в Західній Галичині — тепер на території Польщі — у сім'ї греко-католицького священника. Згодом пароха в Радоцині.
Середню освіту здобув у містах Бардієві та Кошицях (тепер Словаччина). У 1813 році закінчив Барбареум у Відні, де отримав наукові ступені доктора філософії і теології. Цього ж року починає викладати у Львівському ліцеї. Тут у 1815 році він отримав посаду надзвичайного професора моральної теології, пасторальної теології і філософії, а у 1817 році — і педагогіки.
Публічний екзаменатор у клопотаннях про духовні посади латинського і візантійського обрядів.
Помер 15 вересня 1817 року в Львові, у 29-річному віці. Причини смерті невідомі.

## Спогади сучасників
Йосиф Ярина був суворим і вимогливим, але доброзичливим викладачем. Колеги і студенти відгукувалися про нього як про ввічливого і майстерного педагога, що володів мистецтвом спілкування з людьми. Він часто радився зі своїми колегами, ініціював обговорення актуальних наукових і педагогічних питань.
|  | Хоча приступив до педагогічної діяльності без довголітньої підготовки і в молодомі віці, однак з великою відповідальністю ставився до свого учительського покликання щодо народу, краю та церкви. Щоденно Йосиф Ярина читав три-, чотиригодинні лекції, по неділях і святах проводив змістовні виступи для молодих вчених і педагогів. Система науки і філософії була для нього поєднанням морального і фізичного світів людини. Молодий учений був переконаний в необхідності освіти простого люду, поширення серед селян письменності, а через неї - і здобутків рідної культури. Лише таким чином, вважав він, можна сподіватися на духовний розвиток рідного краю. ... твердив, що шкільна освіта є даремною, якщо її не підтримує Муза рими. Тож і сам залюбки віршував.. |